# Pedro Moreno (diseñador de vestuario y escenógrafo)
Pedro Moreno (Madrid, 1942) es un diseñador de vestuario, escenógrafo y dibujante español. Recibió en 1997 y en 1999 el Premio Goya al mejor diseño de vestuario y en 2015 el Premio Nacional de Teatro de España.

## Biografía
Nació en Madrid, estudió Bellas Artes en la Real Academia de San Fernando y antropología en La Sorbona de París.  Empezó a trabajar como maestro en un centro de protección de menores, pero en los años 1960 se orientó hacia el diseño de alta costura de la mano del modisto Elio Berhanyer, con el que trabajó hasta mediados de los años 1980. Con el declive de la alta costura y el auge del prêt-à-porter, abandonó el mundo de la moda y optó por el diseño de vestuario de teatro.
Si bien realizó algunas escenografías, su carrera se ha centrado en la creación de vestuario para ópera, zarzuela, danza, ballet y sobre todo teatro, donde empezó trabajando con el director José Carlos Plaza, para luego colaborar con otros profesionales de la escena española como José Luis Alonso, José Tamayo o Guillermo Heras. 
El vestuario que creó para el montaje de Pelo de tormenta, de Francisco Nieva y dirección de Juan Carlos Pérez de la Fuente, le valió el premio Max al mejor figurinista en 1998. Su primera incursión en el cine fue como director artístico de la película La noche más larga (1981), de José Luis García Sánchez. En 1996 su diseño del vestuario de El perro del hortelano, de Pilar Miró, le valió un Premio Goya en 1997. El mismo año se encargó del vestuario de Tu nombre envenena mis sueños, de esta misma realizadora. En 1999, obtuvo su segundo premio Goya por el vestuario de la película Goya en Burdeos de Carlos Saura, realizador con el que volvió a colaborar en Salomé en 2002, y en la ópera Carmen.
Entre otros de sus trabajos destacan el diseño del vestuario de la película Caníbal (2013), de Manuel Martín Cuenca, por el que fue candidato a los premios Goya 2014; el vestuario del montaje teatral Hécuba, de Eurípides, dirigida por José Carlos Plaza, o el vestuario del espectáculo El Sur, homenaje a Enrique Morente, creado por el Víctor Ullate Ballet.
Moreno fue profesor del Centro Superior de Diseño de Moda de Madrid (CSDMM), de la Universidad Politécnica de Madrid y es coordinador del curso de diseño de vestuario de la Escuela de Cinematografía y del Audiovisual de la Comunidad de Madrid (ECAM).
Se le ha definido como poeta del estilismo, además de artesano y maestro, y se le sitúa entre los grandes del figurinismo español junto a Vitín Cortezo, Vicente Viudes, Miguel Narros o Francisco Nieva.
En julio de 2010, coincidiendo con la publicación de una retrospectiva sobre toda su carrera, el Museo Nacional del Teatro le rindió un homenaje en el marco del Festival Internacional de Teatro Clásico que se celebra cada verano en Almagro.

## Premios
- 1997, premio Goya al mejor diseño de vestuario[20] (El perro del hortelano, de Pilar Miró)
- 1998, premio Max de las artes escénicas al mejor figurinista[21] (Pelo de tormenta, de Francisco Nieva, dirección de Juan Carlos Pérez de la Fuente)
- 2000, premio Goya al mejor diseño de vestuario[22] (Goya en Burdeos, de Carlos Saura)
- 2004, Premio Adrià Gual de Figurinismo[23] (Yerma, espectáculo de flamenco con Cristina Hoyos, dirección de José Carlos Plaza)
- 2012, Premio Lorenzo Luzuriaga, concedido por la Federación de Trabajadores de Enseñanza de UGT[24]
- 2015, Premio Nacional de Teatro.[25][2]
- 2021, Medalla de Oro de la Academia de las artes escénicas de España.[26]